# Ommatius kempi
Ommatius kempi là một loài ruồi trong họ Asilidae. Ommatius kempi được Joseph & Parui miêu tả năm 1983. Loài này phân bố ở miền Ấn Độ - Mã Lai.